# محطة لي سابل دولون

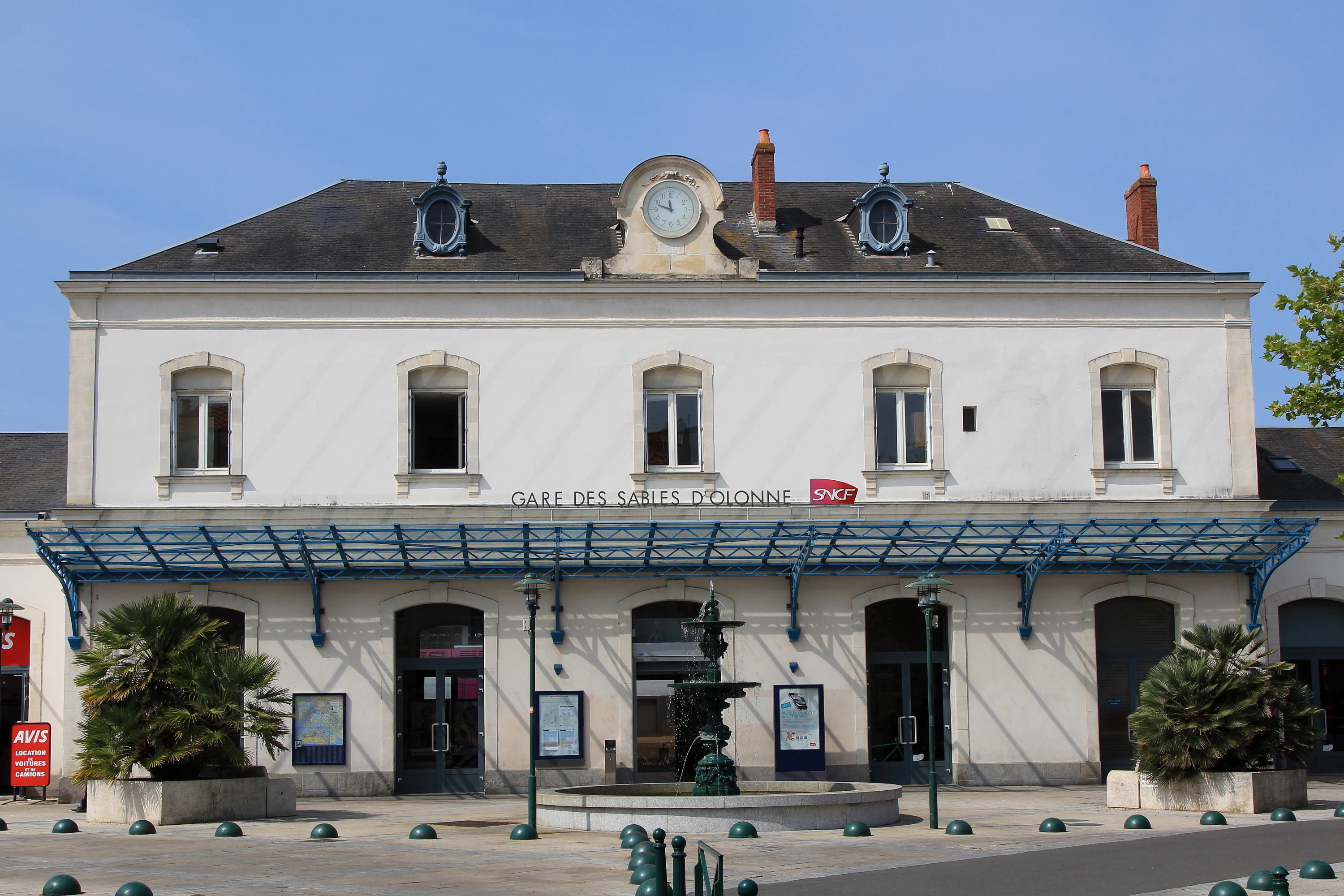
في سنة 2013

محطة لي سابل دولون (بالإنجليزية: Les Sables-d'Olonne station) هي محطة سكة حديد تخدم مدينة لي سابل دولون، قسم فونديه ، غرب فرنسا . تخدم المحطة قطارات عالية السرعة متجهة إلى باريس وقطارات إقليمية متجهة إلى لاروش سور يون ونانت.